# 이주용 (1982년)
이주용(李周容, 1982년 8월 28일 ~ )은 대한민국의 제8대 대구광역시 동구의원이다.

## 학력
- 홍익대학교 경제학 학사 졸업

### 비학위 수료
- 경북대학교 경영대학원 경영학 석사 졸업

## 경력
- 2011 롯데리아 반야월점(동호DT점) 대표
- 엔젤리너스 경산·칠곡 홈플러스점 대표
- 2015 ~ 금마개발 대표이사
- 대구·경북 푸조 공식딜러 대표이사
- 동구 무료급식 오병이어 이사
- 2017 전국사회인야구연합회 대외협력 위원장
- 2018 자유한국당 여의도연구소 정책자문위원회 청년분과위원
- 2018 자유한국당 대구시당 동구 을 당협청년봉사위원장
- 2018.07 ~ 2020.02 제8대 대구광역시 동구의회 의원
- 2018.07 ~ 2020.02 제8대 대구광역시 동구의회 전반기 예산결산특별위원회 위원
- 2018.07 ~ 2020.02 제8대 대구광역시 동구의회 전반기 운영자치행정위원회 부위원장
- 2019.02 ~ 2019.02 제8대 대구광역시 동구의회 대구공항통합이전추진특별위원회 위원

## 공직선거법 위반
자유한국당 이주용 의원은 지난 2018년 제7회 전국동시지방선거 당시 대구광역시장 후보 경선에 출마한 이재만 전 최고위원을 이기게 하기 위해 아르바이트생들이 책임 당원을 찾아가 모바일 투표를 도와주게 하고 인건비 30만원을 제공한 혐의로 불구속 기소되었다. 이번 1심에서 벌금 300만원이 나오며 의원직 상실형을 선고받았다. 그러나 2심에서는 벌금 80만원으로 감형됐다. 그러나 다시 대법원에서 판결이 깨졌고, 2020년 1월 8일 1심과 같은 벌금 300만원 형을 선고받았다. 기사 한편 이 사건과는 별개로 위증 혐의로 인해 1심에서 징역 6월을 선고받고 법정 구속되었다. 기사 결국 여러 정치적 부담으로 2020년 2월 12일 동구의회에 사직서를 제출, 2월 13일 승인되어 사직 처리되었다.

## 역대 선거 결과
| 실시년도 | 선거      | 대수 | 직책   | 선거구                | 정당       | 득표수   | 득표율          | 순위 | 당락 | 비고           |
| -------- | --------- | ---- | ------ | --------------------- | ---------- | -------- | --------------- | ---- | ---- | -------------- |
| 2018년   | 지방 선거 | 8대  | 구의원 | 대구 동구 (마 선거구) | 자유한국당 | 7,353 표 | \| \| 29.26% \| | 2위  |      | 초선, 민선 7기 |
|          | 29.26%    |      |        |                       |            |          |                 |      |      |                |